# Carmelo Álvarez
Carmelo Álvarez es un teólogo protestante puertorriqueño, exponente de la teología de la liberación.

## Estudios
Obtuvo la licenciatura en la Universidad de Puerto Rico en 1969,; la maestría en el Seminario Evangélico de Puerto Rico en 1971; el doctorado en Historia de la Iglesia en 1974, en la Emory University; y el Ph.D. de la Universidad Libre de Ámsterdam, en 2006.

## Carrera
Fue profesor de la Emory University entre 1971 y 1974 y profesor visitante de la Comunidad Teológica y la Universidad Nacional Autónoma de México en 1975. Entre 1975 y 1989 fue profesor del Seminario Bíblico Latinoamericano de San José (Costa Rica). Entre 1977 y 1992 fue coordinador general del Departamento Ecuménico de Investigaciones (DEI). Entre 1994 y 2002 fue profesor del Seminario Teológico Cristiano, de la Iglesia Discípulos de Cristo, en Indianápolis, y en 2003 del Seminario del Sur de la misma iglesia en Quito. Desde 2007 fue profesor de Historia del Cristianismo, del Seminario Evangélico de Puerto Rico. En 2009 fue nombrado obispo de la Unión Evangélica Pentecostal Venezolana.
Vive en Chicago y es conferencista y asesor teológico como consultor en educación teológica en Latinoamérica y el Caribe, nombrado por la Junta de Ministerios Globales de la Iglesia Cristiana Discípulos de Cristo y la Iglesia Unida de Cristo, en Estados Unidos y es también miembro del Consejo Evangélico Pentecostal Latinoamericano CEPLA.

## Obras
- 1979: Lectura teológica del tiempo latinoamericano, con Pablo Leggett; San José: SEBILA.
- 1981: El protestantismo latinoamericano: entre la crisis y el desafío; México: Casa Unida de Publicaciones CUPSA.
- 1982: CLAI, buscando o seu caminho, con Heinz Ehle; Servicio Documental, Asamblea Constitutiva del Consejo Latinoamericano de Iglesias.
- 1983: Protestantismo y liberalismo en América Latina, con José Míguez Bonino y Roberto Craig; San José: Departamento Ecuménico de Investigaciones y Seminario Bíblico Latinoamericano.
- 1985: Santidad y Compromiso: El Riesgo de Vivir el Evangelio; México: CUPSA.
- 1985: Raíces de la teología latinoamericana, con Pablo Richard; Comisión de Estudios de Historia de la Iglesia en Latinoamérica CEHILA.
- 1985: Iglesia: visión, unidad y crecimiento en Cristo; Consejo Latinoamericano de Iglesias.
- 1986: Celebremos la fiesta: una liturgia desde América Latina; Departamento Ecuménico de Investigaciones DEI.
- 1990: People of Hope: The Protestant Movement in Central America; New York: Friendship Press.
- 1990: Cuba testimonio cristiano, vivencia revolucionaria (entrevistas); DEI.
- 1991: Una Iglesia en Diáspora: Apuntes para una Eclesiología Solidaria; DEI.
- 1992: Pentecostalismo y Liberación: Una Experiencia Latinoamericana; Departamento Ecuménico de Investigaciones.
- 1997: Presencia pentecostal en Venezuela: identidad, compromiso y misión de la UEPV 1957-1997, con Gamaliel Lugo Morales; Ediciones UEPV.
- 1999: Spiritual Inheritance: Claim It! Live It!, con William O. Paulsell; St.Louis: CBP.
- 2000: Llamados a construir su Reino: (Teología y estrategia misionera de los Discípulos de Cristo 1899-1999), con Carlos F. Cardoza-Orlandi y Luis F. Del Pilar; La Iglesia Cristiana (Discípulos de Cristo) en Puerto Rico.
- 2006: Alborada de tiempos fecundos: una teología ecuménica y pentecostal; Quito: CLAI.
- 2007: Compartiendo la misión de Dios: discípulos y pentecostales en Venezuela; Consejo Latinoamericano de Iglesias CLAI.
- 2011: Introducción a la Unidad Cristiana; Association for Hispanic Theological Education.
- 2012: Adoración Cristiana ; Association for Hispanic Theological Education.